# Arnošt Grund
Arnošt Grund (Prag, 30. siječnja 1866. – Zagreb, 2. veljače 1929.), hrvatski kazališni i filmski glumac i redatelj, filmski scenarist, pionir filma u Hrvatskoj, rodom Čeh. Poznat i kao pjevač, entomolog i filatelist.

## Životopis
Rodio se i školovao u Pragu. U Zagreb ga je doveo Stjepan Miletić. Grund se pokazao punim pogotkom za hrvatsku umjetnost. Zadužio je svojim radom hrvatsko kazalište i kinematografiju.
Glumio glavnu ulogu u filmu Brcko u Zagrebu. Djelo je vjerojatno nastalo prema njegovoj kazališnoj predstavi Alaj su nas nasamarili.
Kćeri Arnošta Grunda su hrvatske filmske glumice Zorka Kremzar i Milada Trstenjak.

## Filmografija
Grundovi filmovi koje je režirao, za koje je napisao scenarij i gdje je glumio.

### Redatelj
- Jeftina košta, 1917.
- Mokra pustolovina, 1918.
- U lavljem kavezu, 1919.
- Brišem i sudim, 1919.

### Glumac
- Brcko u Zagrebu, 1917.
- Mokra pustolovina, 1918.
- Vragoljanka, 1919.

### Scenarist
- Brcko u Zagrebu, 1917.
- Vragoljanka, 1919.

## Vanjske poveznice
- Arnost Grund u internetskoj bazi filmova IMDb-u (engl.)